# Medven Draga
Medven Draga je naseljeno mjesto u Republici Hrvatskoj u Zagrebačkoj županiji. 

## Zemljopis
Administrativno je u sastavu općine Krašić. Naselje se proteže na površini od 0,56 km².

## Stanovništvo
Prema popisu stanovništva iz 2001. godine u Medven Dragi živi 46 stanovnika i to u 12 kućanstava. Gustoća naseljenosti iznosi 82,14 st./km².
| broj stanovnika | 71    | 81    | 98    | 107   | 109   | 94    | 103   | 87    | 116   | 111   | 95    | 77    | 65    | 54    | 46    | 31    | 23    |
|                 | 1857. | 1869. | 1880. | 1890. | 1900. | 1910. | 1921. | 1931. | 1948. | 1953. | 1961. | 1971. | 1981. | 1991. | 2001. | 2011. | 2021. |

## Znamenitosti
- Kurija Medven
- Tradicijska okućnica